# Patrik Čavar
Patrik Ćavar (Metković, 24 de março de 1971) é um ex-handebolista profissional croata, campeão olímpico.
Patrik Ćavar fez parte do elenco medalha de ouro de Atlanta 1996, com seis partidas e 43 gols.